# Конево (Краснозёрский район)
Конево — село в Краснозёрском районе Новосибирской области. Административный центр Коневского сельсовета.

## География
Площадь села — 172 гектара.

## История
Основано в 1776 году. В 1928 года село состояло из 293 хозяйств, основное население — русские. В административном отношении являлось центром Коневского сельсовета Баклушевского района Барабинского округа Сибирского края.

## Население
| 1926 | 2002 | 2007 | 2010 |
| ---- | ---- | ---- | ---- |
| 1414 | ↘857 | ↘837 | ↘740 |

## Инфраструктура
В селе по данным на 2007 год функционируют 1 учреждение здравоохранения и 2 учреждения образования.